# Операција Мускетар
Операција Мускетар је започела 29. октобра 1956. године. Ова ратна операција је окупила англо-француске снаге током Суецког рата које су напале египатске војне базе и окупирали Суецки канал.
У овом сукобу велики број египатских бродова потопљено, а такође је Египат био блокиран. У сукобу је учествовала и израелска армија, која је окупирала Синајско полуострво. Због противљења Сједињених Држава и Египат, који је у ствари био учесник и жртва овог сукоба, израелске и англо-француске трупе су биле принуђене да се повуку са окупираних територија. Ове војне снаге су замењене са војницима из снага Уједињених нација.